# Pócs Katalin
Pócs Katalin (Budapest, 1963. június 4. – Budapest, 2019. szeptember 27.) magyar zeneszerző, aki aktív zeneszerzői tevékenysége mellett a budapesti Nádasdy Kálmán Művészeti Iskolában tanított zongorát és improvizációt. Tagja volt a Magyar Zeneszerzők Egyesületének és a Művészeti Alapnak. Művei gyakran hallhatóak a Magyar Rádióban, valamint magyar és külföldi hangversenytermekben egyaránt (többek között Rómában, Münchenben, Chicagoban és Bloomingtonban).

## Tanulmányai
Zenei tanulmányait az általános iskolában kezdte, s már ekkor is improvizált. "Már kislány koromban komponáltam darabokat, nagyrészt zongoradarabokat és kisebb dalokat – zongorakísérlettel vagy önállóan. A szöveget magam írtam a dalokhoz" – nyilatkozott nemrégiben az EPER Rádiónak a zeneszerző. Később felvételt nyert a Bartók Béla Zeneművészeti Szakközépiskola zeneszerzés szakára, ahol Fekete Győr István volt a tanára. Érettségi után a Liszt Ferenc Zeneművészeti Főiskola zeneszerzés szakán folytatta tanulmányait Petrovics Emil tanítványaként. 1988-ban diplomázott.

## Sikerei
1986-ban a Liszt Ferenc emlékére kiírt zeneszerzői pályázat első helyezettje. 1992-ben egy dél-afrikai pályázaton negyedik helyezést ért el. Emellett második díjasa volt az 1993-as "A jövő zenéje" című zeneszerzői versenyen. 1987-ben elnyerte a Kincses Kuratórium ösztöndíjat, 1988 és 1991 között pedig a Kodály Zoltán-ösztöndíjat. 1998-ban a XXII. kerületi önkormányzat művészeti ösztöndíjában részesült. 2012-ben Gyászmenet című művével díjat nyert az In Memoriam Zoltán Kodály 3. Magyar Zeneszerzőversenyen.

## Kiadott művei
Több műve is kiadásra került nyomtatott formában mind Magyarországon, mind külföldön. Emellett eddig három darabja jelent meg CD-n. 1995-ben jelent meg a Hungaroton gondozásában a Fiatal zeneszerzők csoportja – IV. Antológia (Young Composer's Group; Anthology – IV), melyen Pócs Katalin Szemlélődés című cimbalomra íródott szerzeménye is megtalálható (Vékony Ildikó előadásában). Ugyanebben az évben adta ki a Magyar Rádió a zeneszerző Hommage című darabját. 2001-ben pedig magánkiadás révén jelent meg a Harpa Hungarica című album.

## További információ
- Pócs Katalin szerzői estjéről (2011. április 21.)